# Empoasca alceda
Empoasca alceda är en insektsart som beskrevs av Ross och Cunningham 1960. Empoasca alceda ingår i släktet Empoasca och familjen dvärgstritar. Inga underarter finns listade i Catalogue of Life.